# Utskuren biff
Utskuren biff är en styckningsdetalj av nötkött fri från senor och fett. Ofta används begreppet liktydigt med ryggbiff, men benämningen förekommer även för delar av fransyska eller rostbiff.